# Diego Junqueira
Diego Junqueira (* 28. prosince 1980, Tandil) je argentinský profesionální tenista. Ve své dosavadní kariéře na okruhu ATP World Tour nevyhrál žádný turnaj. Na challengerech ATP a okruhu Futures získal k září 2011 jedenáct titulů ve dvouhře a sedm ve čtyřhře.
Na žebříčku ATP byl nejvýše ve dvouhře klasifikován v březnu 2009 na 68. místě a ve čtyřhře pak v září 2010 na 156. místě. K roku 2011 jej trénoval Walter Grinovero.

## Finále na challengerech ATP a okruhu Futures

### Dvouhra
| Legenda         |
| --------------- |
| Challengery (6) |
| Futures (5)     |

#### Vítěz challengerů ATP (6)
| Č. | Datum              | Turnaj        | Povrch | Soupeř ve finále     | Výsledek       |
| 1. | 30. ledna 2006     | Florianópolis | antuka | Gorka Fraile         | 3-6 6-1 7-6(3) |
| 2. | 12. května 2008    | Sanremo       | antuka | Máximo González      | 6-2 6-4        |
| 3. | 14. července 2008  | Rímini        | antuka | Walter Trusendi      | 6-4 6-3        |
| 4. | 25. srpna 2008     | Como          | antuka | Daniel Köllerer      | 2-0 skreč      |
| 5. | 28. listopadu 2010 | Buenos Aires  | antuka | Juan Pablo Brzezicki | 6-2 6-1        |
| 6. | 16. května 2011    | Záhřeb        | antuka | João Souza           | 6-3 6-4        |

### Vítěz: okruh Futures (5)
| Č. | Datum              | Turnaj      | Povrch | Soupeř ve finále   | Výsledek       |
| 1. | 15. listopadu 2004 | Uruguay F1  | antuka | Antonio Pastorino  | 6-0 4-6 7-5    |
| 2. | 4. července 2005   | Francie F10 | antuka | Slimane Saoudi     | 3-6 6-4 6-3    |
| 3. | 19. července 2005  | Itálie F22  | antuka | Adam Vejmelka      | 6-4 6-3        |
| 4. | 15. srpna 2007     | Itálie F27  | antuka | Filip Prpic        | 6-7(2) 6-3 6-3 |
| 5. | 8. října 2008      | Argentina   | antuka | Diego Hipperdinger | 6-3 6-1        |

### Čtyřhra
| Legenda (tituly) |
| ---------------- |
| Challengery (1)  |
| Futures (6)      |

#### Vítěz (7)
| Č. | Datum              | Turnaj          | Povrch | Spoluhráč                | Finalisté        | Výsledek    |
| 1. | 2. září 2002       | Francie F13     | antuka | Luis Hormazabal          | Kolev Legat      | 6-1 6-3     |
| 2. | 24. února 2003     | Portugalsko F04 | antuka | Juan Pablo Brzezicki     | Bohrer Yane      | 6-3 2-6 6-1 |
| 3. | 28. června 2004    | Itálie F14      | antuka | Damian Patriarca         | Ocera/Pedrini    | 6-1 6-2     |
| 4. | 13. září 2004      | Argentina F06   | antuka | Francisco Cabello        | Vitullo Wendler  | 6-1 6-2     |
| 5. | 15. listopadu 2004 | Uruguay F1      | antuka | Martín Vassallo Argüello | Dlouhý/Mertl     | 6-4 6-2     |
| 6. | 4. července 2005   | Francie F10     | antuka | Damian Patriarca         | Audouy/Sidorenko | 6-2 6-4     |
| 7. | 20. srpna 2007     | Itálie F28      | antuka | Diego Álvarez            | Kračman Zen      | 6-4 6-2     |